# Îles d'Essequibo-Demerara occidental
Les îles d'Essequibo-Demerara Occidental (Région 3) en anglais Essequibo Islands-West Demerara sont l'une des régions du Guyana. Cette région est située à l'embouchure du fleuve Essequibo qui la divise en deux, de nombreuses îles incluses dans la région et situées sur l'Essequibo existent, les plus importantes étant Wakenaam (en) et Leguan. Cette subdivision territoriale est bordée au nord par l'Océan Atlantique ainsi que par la région du Demerara-Mahaica à l'est, celle de Haut-Demerara-Berbice au sud et celles de Cuyuni-Mazaruni et Pomeroon-Supenaam à l'ouest. La partie occidentale du Essequibo Islands-West Demerara est revendiquée par le Venezuela comme, l'ensemble de la Guayana Esequiba.

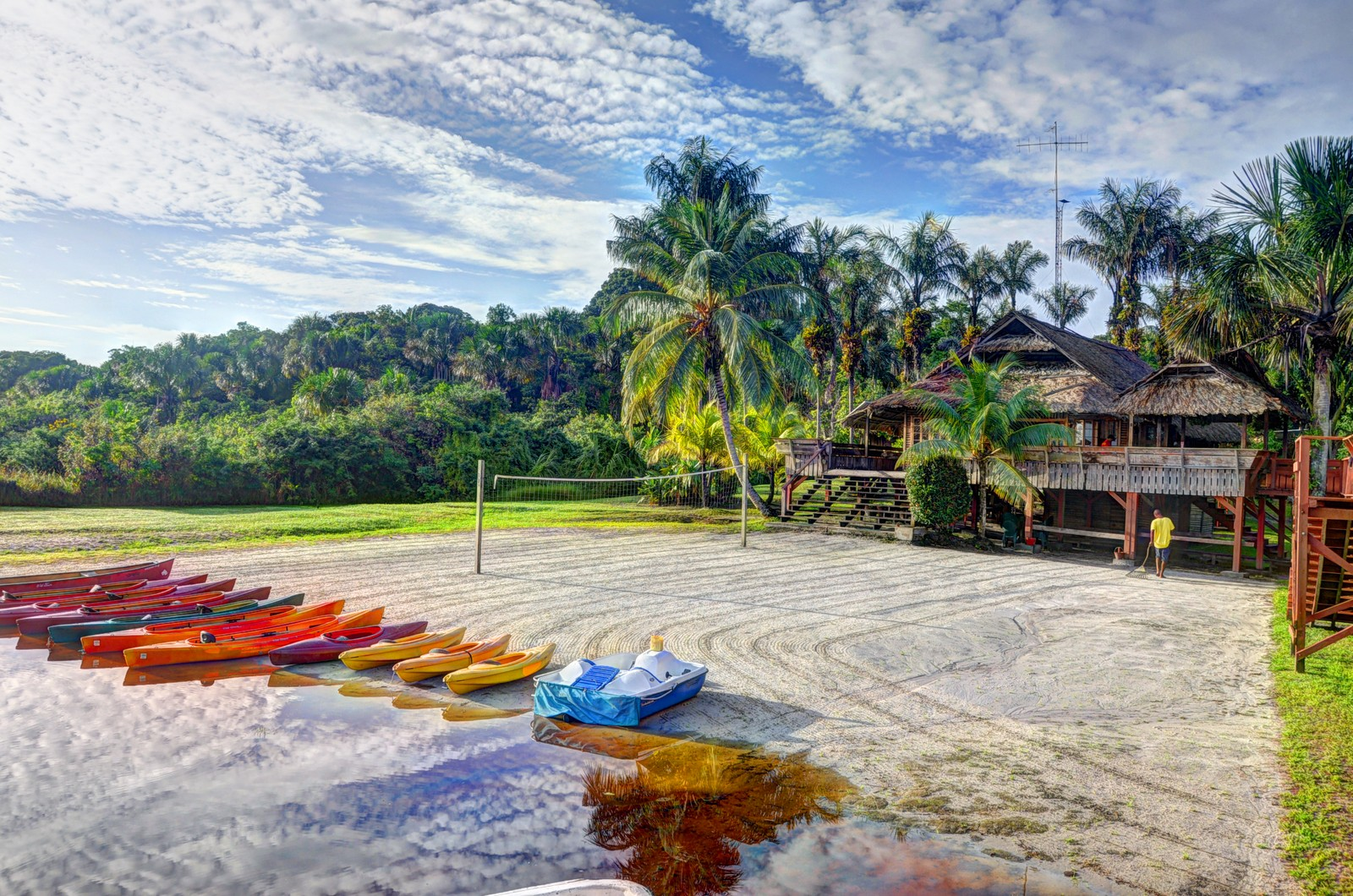
Arrowpoint

La capitale régionale est Vreed en Hoop, les autres localités importantes sont Parika, Windsor Forest, Schoon Ord (en) et Uitvlugt (en).